# Сватовство
Сватовство́ — свадебный обряд, заключающийся в предложении женихом руки и сердца девушке при её родителях. Участвовать в сватовстве будущий жених может либо непосредственно сам, либо посылая к родителям своей избранницы сватов. Как правило в состав делегации входят: родители жениха, ближайшие родственники, крёстные родители, близкие друзья, иногда — посторонние уважаемые люди.
Когда проходит обряд сватовства — будущему жениху следует надеть костюм и иметь два букета цветов, один из которых он преподносит своей будущей теще, а второй — своей невесте. По славянскому обычаю предложение делают, обращаясь к родителям своей избранницы. Влюбленный говорит им о своих глубоких чувствах к их дочери и «просит её руки».
Если во время сватовства родители дают согласие, то отец будущей жены вкладывает правую руку дочери в руку своего будущего зятя.
В современных условиях обычно приурочивают сватовство к празднику, семейному торжеству, в крайнем случае к выходным. Семейные хлопоты вокруг стола создают естественную обстановку для общения и знакомства. Происходит взаимное знакомство семей и будущих родственников. Если родители жениха в силу обстоятельств не были участниками сватовства, будущие молодожёны посещают их, где сын представляет родителям избранницу, а она дарит цветы будущей свекрови. После обряда сватовства молодые договариваются об объявлении помолвки и определяют её дату.
Сватовство и помолвка отсутствовала у народов со слабо институализованным браком, у которых брак сводился к простому соглашению между молодыми.

## См. также

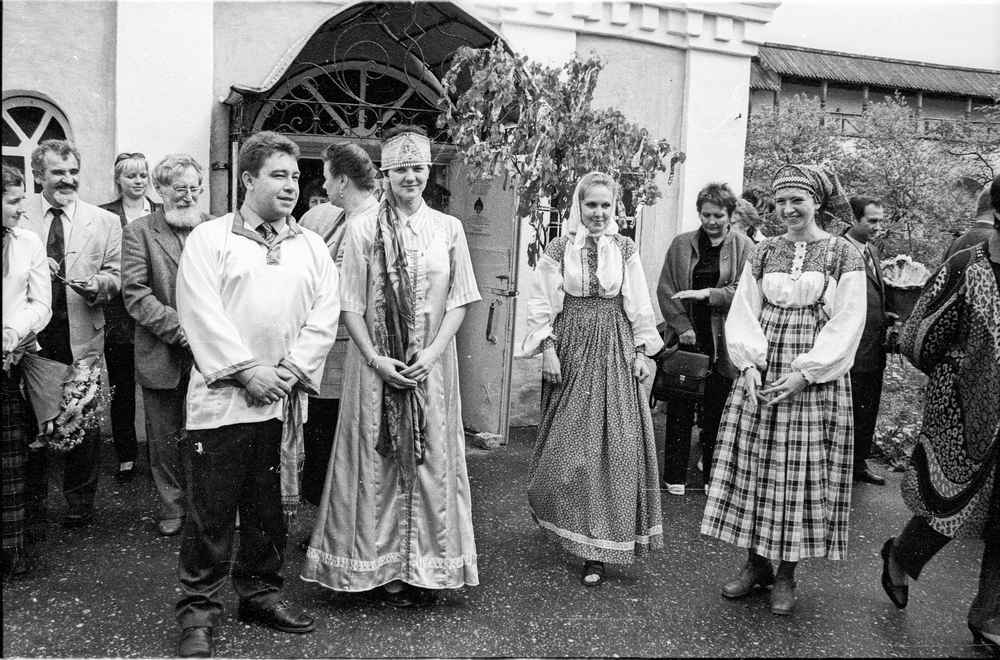
Сватовство — характерная интерактивная программа в музеях России